# Instituto Max Planck de Microbiología Marina
El Instituto Max Planck de Microbiología Marina forma parte de la red de centros de investigación de la Sociedad Max Planck. Se encuentra localizado en el campus de la Universidad de Bremen, en la ciudad alemana de Bremen. En su edificio diferentes grupos estudian los aspectos más relevantes de la microbiología marina: diversidad de los microorganismos en los océanos, los ciclos biogeoquímicos de los diferentes elementos y cómo se ven afectados por los microorganismos y la ecología de los microorganismos en los distintos hábitats marinos.